# Liste der Nummer-eins-Hits in Schweden (2017)
Dies ist eine Liste der Nummer-eins-Hits in Schweden im Jahr 2017. Sie basiert auf den offiziellen Single Top 100 und Album Top 60, die im Auftrag der Grammofon Leverantörernas Förening (GLF), einem schwedischen Vertreter der IFPI, erstellt werden.

## Singles
| ← 2016 ← | Liste der Nummer-eins-Hits in Schweden | Liste der Nummer-eins-Hits in Schweden        | Liste der Nummer-eins-Hits in Schweden                                                                    | 2018 →                    |
| \| Zeitraum \| Wo. ges. \| Interpret \| Titel Autor(en) \| Zusätzliche Informationen \| \| (Zeitraum, Wochen auf Platz eins, Interpret, Titel, Autor[en], zusätzliche Informationen) \| \| \| \| \| \| ----------------------------------------------------------------------------------------- \| -------- \| --------------------------------------------- \| --------------------------------------------------------------------------------------------------------- \| ------------------------- \| \| 30. Dezember 2016 – 5. Januar 2017 1 Woche \| 1 \| Zayn & Taylor Swift \| I Don’t Wanna Live Forever Taylor Swift, Sam Dew, Jack Antonoff \| – \| \| 6. Januar 2017 – 12. Januar 2017 1 Woche (insgesamt 2) \| 2 \| Clean Bandit feat. Sean Paul & Anne-Marie \| Rockabye Jack Patterson, Steve McCutcheon, Ammar Malik, Ina Wroldsen, Sean Paul Henriques \| – \| \| 13. Januar 2017 – 23. Februar 2017 6 Wochen (insgesamt 13) \| 13 \| Ed Sheeran \| Shape of You Ed Sheeran, Steve Mac, Johnny McDaid, Kandi Burruss, Tameka Cottle, Kevin Briggs \| – \| \| 24. Februar 2017 – 2. März 2017 1 Woche \| 1 \| Joakim Lundell feat. Arrhult \| All I Need \| – \| \| 3. März 2017 – 30. März 2017 4 Wochen (insgesamt 13) \| 13 \| Ed Sheeran \| Shape of You Ed Sheeran, Steve Mac, Johnny McDaid, Kandi Burruss, Tameka Cottle, Kevin Briggs \| – \| \| 31. März 2017 – 6. April 2017 1 Woche \| 1 \| Clean Bandit feat. Zara Larsson \| Symphony Jack Patterson, Ammar Malik, Ina Wroldsen, Steve McCutcheon \| – \| \| 7. April 2017 – 27. April 2017 3 Wochen (insgesamt 13) \| 13 \| Ed Sheeran \| Shape of You Ed Sheeran, Steve Mac, Johnny McDaid, Kandi Burruss, Tameka Cottle, Kevin Briggs \| – \| \| 28. April 2017 – 17. August 2017 16 Wochen \| 16 \| Luis Fonsi & Daddy Yankee feat. Justin Bieber \| Despacito (Remix) Luis Rodríguez, Erika Ender, Ramón Ayala, Justin Bieber, Jason Boyd, Marty James \| – \| \| 18. August 2017 – 21. September 2017 5 Wochen (insgesamt 7) \| 7 \| Avicii feat. Sandro Cavazza \| Without You Carl Falk, Salem Al Fakir, Tim Bergling, Vincent Pontare, Dhani Lennevald, Alessandro Cavazza \| – \| \| 22. September 2017 – 9. November 2017 7 Wochen (insgesamt 9) \| 9 \| Post Malone feat. 21 Savage \| Rockstar Austin Post, Shayaa Abraham-Joseph, Louis Bell, Olufunmibi Awoshiley \| – \| \| 10. November 2017 – 23. November 2017 2 Wochen \| 2 \| Hov1 feat. Jireel \| Pari \| – \| \| 24. November 2017 – 7. Dezember 2017 2 Wochen (insgesamt 9) \| 9 \| Post Malone feat. 21 Savage \| Rockstar Austin Post, Shayaa Abraham-Joseph, Louis Bell, Olufunmibi Awoshiley \| – \| \| 8. Dezember 2017 – 21. Dezember 2017 2 Wochen (insgesamt 6) \| 6 \| Ed Sheeran & Beyoncé \| Perfect Duet Ed Sheeran, Beyoncé \| – \| \| 22. Dezember 2017 – 28. Dezember 2017 1 Woche \| 1 \| Eminem feat. Ed Sheeran \| River Marshall Mathers, Emile Haynie, Ed Sheeran \| – \| \| 29. Dezember 2017 – 4. Januar 2018 1 Woche (insgesamt 17) \| 17 \| Wham! \| Last Christmas George Michael \| – \| |                                        |                                               | |                           |
| ← 2016 |                                        |                                               | | → 2018 →                  |
| Zeitraum | Wo. ges.                               | Interpret                                     | Titel Autor(en)                                                                                           | Zusätzliche Informationen |
| (Zeitraum, Wochen auf Platz eins, Interpret, Titel, Autor[en], zusätzliche Informationen) |                                        |                                               | |                           |
| 30. Dezember 2016 – 5. Januar 2017 1 Woche | 1                                      | Zayn & Taylor Swift                           | I Don’t Wanna Live Forever Taylor Swift, Sam Dew, Jack Antonoff                                           | –                         |
| 6. Januar 2017 – 12. Januar 2017 1 Woche (insgesamt 2) | 2                                      | Clean Bandit feat. Sean Paul & Anne-Marie     | Rockabye Jack Patterson, Steve McCutcheon, Ammar Malik, Ina Wroldsen, Sean Paul Henriques                 | –                         |
| 13. Januar 2017 – 23. Februar 2017 6 Wochen (insgesamt 13) | 13                                     | Ed Sheeran                                    | Shape of You Ed Sheeran, Steve Mac, Johnny McDaid, Kandi Burruss, Tameka Cottle, Kevin Briggs             | –                         |
| 24. Februar 2017 – 2. März 2017 1 Woche | 1                                      | Joakim Lundell feat. Arrhult                  | All I Need                                                                                                | –                         |
| 3. März 2017 – 30. März 2017 4 Wochen (insgesamt 13) | 13                                     | Ed Sheeran                                    | Shape of You Ed Sheeran, Steve Mac, Johnny McDaid, Kandi Burruss, Tameka Cottle, Kevin Briggs             | –                         |
| 31. März 2017 – 6. April 2017 1 Woche | 1                                      | Clean Bandit feat. Zara Larsson               | Symphony Jack Patterson, Ammar Malik, Ina Wroldsen, Steve McCutcheon                                      | –                         |
| 7. April 2017 – 27. April 2017 3 Wochen (insgesamt 13) | 13                                     | Ed Sheeran                                    | Shape of You Ed Sheeran, Steve Mac, Johnny McDaid, Kandi Burruss, Tameka Cottle, Kevin Briggs             | –                         |
| 28. April 2017 – 17. August 2017 16 Wochen | 16                                     | Luis Fonsi & Daddy Yankee feat. Justin Bieber | Despacito (Remix) Luis Rodríguez, Erika Ender, Ramón Ayala, Justin Bieber, Jason Boyd, Marty James        | –                         |
| 18. August 2017 – 21. September 2017 5 Wochen (insgesamt 7) | 7                                      | Avicii feat. Sandro Cavazza                   | Without You Carl Falk, Salem Al Fakir, Tim Bergling, Vincent Pontare, Dhani Lennevald, Alessandro Cavazza | –                         |
| 22. September 2017 – 9. November 2017 7 Wochen (insgesamt 9) | 9                                      | Post Malone feat. 21 Savage                   | Rockstar Austin Post, Shayaa Abraham-Joseph, Louis Bell, Olufunmibi Awoshiley                             | –                         |
| 10. November 2017 – 23. November 2017 2 Wochen | 2                                      | Hov1 feat. Jireel                             | Pari | –                         |
| 24. November 2017 – 7. Dezember 2017 2 Wochen (insgesamt 9) | 9                                      | Post Malone feat. 21 Savage                   | Rockstar Austin Post, Shayaa Abraham-Joseph, Louis Bell, Olufunmibi Awoshiley                             | –                         |
| 8. Dezember 2017 – 21. Dezember 2017 2 Wochen (insgesamt 6) | 6                                      | Ed Sheeran & Beyoncé                          | Perfect Duet Ed Sheeran, Beyoncé                                                                          | –                         |
| 22. Dezember 2017 – 28. Dezember 2017 1 Woche | 1                                      | Eminem feat. Ed Sheeran                       | River Marshall Mathers, Emile Haynie, Ed Sheeran                                                          | –                         |
| 29. Dezember 2017 – 4. Januar 2018 1 Woche (insgesamt 17) | 17                                     | Wham!                                         | Last Christmas George Michael                                                                             | –                         |

## Alben
| ← 2016 ← | Liste der Nummer-eins-Hits in Schweden | Liste der Nummer-eins-Hits in Schweden | Liste der Nummer-eins-Hits in Schweden   | 2018 →                    |
| \| Zeitraum \| Wo. ges. \| Interpret \| Titel \| Zusätzliche Informationen \| \| (Zeitraum, Wochen auf Platz eins, Interpret, Titel, zusätzliche Informationen) \| \| \| \| \| \| ------------------------------------------------------------------------------ \| -------- \| ------------------ \| ---------------------------------------- \| ------------------------- \| \| 24. Dezember 2016 – 5. Januar 2017 2 Wochen (insgesamt 3) \| 3 \| The Rolling Stones \| Blue & Lonesome \| – \| \| 6. Januar 2017 – 12. Januar 2017 1 Woche \| 1 \| Danny Saucedo \| Tolkningarna – Så mycket bättre säsong 7 \| – \| \| 13. Januar 2017 – 26. Januar 2017 2 Wochen \| 2 \| Lasse Stefanz \| 50th Anniversary (1967–2017) \| – \| \| 27. Januar 2017 – 2. Februar 2017 1 Woche \| 1 \| Stiftelsen \| Allting låter som Slipknot \| – \| \| 3. Februar 2017 – 9. Februar 2017 1 Woche (insgesamt 3) \| 3 \| The Weeknd \| Starboy \| – \| \| 10. Februar 2017 – 23. Februar 2017 2 Wochen \| 2 \| Magnus Carlson \| Den långa vägen hem \| – \| \| 24. Februar 2017 – 9. März 2017 2 Wochen (insgesamt 3) \| 3 \| The Weeknd \| Starboy \| – \| \| 10. März 2017 – 23. März 2017 2 Wochen (insgesamt 10) \| 10 \| Ed Sheeran \| ÷ \| – \| \| 24. März 2017 – 30. März 2017 1 Woche \| 1 \| Zara Larsson \| So Good \| – \| \| 31. März 2017 – 4. Mai 2017 5 Wochen (insgesamt 10) \| 10 \| Ed Sheeran \| ÷ \| – \| \| 5. Mai 2017 – 11. Mai 2017 1 Woche \| 1 \| Per Gessle \| En vacker natt \| – \| \| 12. Mai 2017 – 15. Juni 2017 5 Wochen (insgesamt 8) \| 8 \| Hov1 \| Hov1 \| – \| \| 16. Juni 2017 – 22. Juni 2017 1 Woche \| 1 \| Lars Winnerbäck \| Vi var där \| – \| \| 23. Juni 2017 – 29. Juni 2017 1 Woche (insgesamt 8) \| 8 \| Hov1 \| Hov1 \| – \| \| 30. Juni 2017 – 27. Juli 2017 4 Wochen \| 4 \| Lasse Stefanz \| Wind Me Up \| – \| \| 28. Juli 2017 – 3. August 2017 1 Woche \| 1 \| Lana Del Rey \| Lust for Life \| – \| \| 4. August 2017 – 17. August 2017 2 Wochen (insgesamt 8) \| 8 \| Hov1 \| Hov1 \| – \| \| 18. August 2017 – 5. Oktober 2017 7 Wochen (insgesamt 11) \| 11 \| Avicii \| AVĪCI (01) \| – \| \| 6. Oktober 2017 – 12. Oktober 2017 1 Woche \| 1 \| Thåström \| Centralmassivet \| – \| \| 13. Oktober 2017 – 19. Oktober 2017 1 Woche (insgesamt 11) \| 11 \| Avicii \| AVĪCI (01) \| – \| \| 20. Oktober 2017 – 26. Oktober 2017 1 Woche (insgesamt 3) \| 3 \| Benny Andersson \| Piano \| – \| \| 27. Oktober 2017 – 9. November 2017 2 Wochen (insgesamt 11) \| 11 \| Avicii \| AVĪCI (01) \| – \| \| 10. November 2017 – 16. November 2017 1 Woche \| 1 \| Sam Smith \| The Thrill of It All \| – \| \| 17. November 2017 – 23. November 2017 1 Woche \| 1 \| Taylor Swift \| Reputation \| – \| \| 24. November 2017 – 30. November 2017 1 Woche \| 1 \| Marcus & Martinus \| Moments \| – \| \| 1. Dezember 2017 – 7. Dezember 2017 1 Woche \| 1 \| Darin \| Tvillingen \| – \| \| 8. Dezember 2017 – 14. Dezember 2017 1 Woche (insgesamt 2) \| 2 \| Lasse Stefanz \| Country Winter Party \| – \| \| 15. Dezember 2017 – 28. Dezember 2017 2 Wochen (insgesamt 3) \| 3 \| Benny Andersson \| Piano \| – \| \| 29. Dezember 2017 – 4. Januar 2018 1 Woche (insgesamt 2) \| 2 \| Lasse Stefanz \| Country Winter Party \| – \| |                                        |                                        |                                          |                           |
| ← 2016 |                                        |                                        |                                          | → 2018 →                  |
| Zeitraum | Wo. ges.                               | Interpret                              | Titel                                    | Zusätzliche Informationen |
| (Zeitraum, Wochen auf Platz eins, Interpret, Titel, zusätzliche Informationen) |                                        |                                        |                                          |                           |
| 24. Dezember 2016 – 5. Januar 2017 2 Wochen (insgesamt 3) | 3                                      | The Rolling Stones                     | Blue & Lonesome                          | –                         |
| 6. Januar 2017 – 12. Januar 2017 1 Woche | 1                                      | Danny Saucedo                          | Tolkningarna – Så mycket bättre säsong 7 | –                         |
| 13. Januar 2017 – 26. Januar 2017 2 Wochen | 2                                      | Lasse Stefanz                          | 50th Anniversary (1967–2017)             | –                         |
| 27. Januar 2017 – 2. Februar 2017 1 Woche | 1                                      | Stiftelsen                             | Allting låter som Slipknot               | –                         |
| 3. Februar 2017 – 9. Februar 2017 1 Woche (insgesamt 3) | 3                                      | The Weeknd                             | Starboy                                  | –                         |
| 10. Februar 2017 – 23. Februar 2017 2 Wochen | 2                                      | Magnus Carlson                         | Den långa vägen hem                      | –                         |
| 24. Februar 2017 – 9. März 2017 2 Wochen (insgesamt 3) | 3                                      | The Weeknd                             | Starboy                                  | –                         |
| 10. März 2017 – 23. März 2017 2 Wochen (insgesamt 10) | 10                                     | Ed Sheeran                             | ÷                                        | –                         |
| 24. März 2017 – 30. März 2017 1 Woche | 1                                      | Zara Larsson                           | So Good                                  | –                         |
| 31. März 2017 – 4. Mai 2017 5 Wochen (insgesamt 10) | 10                                     | Ed Sheeran                             | ÷                                        | –                         |
| 5. Mai 2017 – 11. Mai 2017 1 Woche | 1                                      | Per Gessle                             | En vacker natt                           | –                         |
| 12. Mai 2017 – 15. Juni 2017 5 Wochen (insgesamt 8) | 8                                      | Hov1                                   | Hov1                                     | –                         |
| 16. Juni 2017 – 22. Juni 2017 1 Woche | 1                                      | Lars Winnerbäck                        | Vi var där                               | –                         |
| 23. Juni 2017 – 29. Juni 2017 1 Woche (insgesamt 8) | 8                                      | Hov1                                   | Hov1                                     | –                         |
| 30. Juni 2017 – 27. Juli 2017 4 Wochen | 4                                      | Lasse Stefanz                          | Wind Me Up                               | –                         |
| 28. Juli 2017 – 3. August 2017 1 Woche | 1                                      | Lana Del Rey                           | Lust for Life                            | –                         |
| 4. August 2017 – 17. August 2017 2 Wochen (insgesamt 8) | 8                                      | Hov1                                   | Hov1                                     | –                         |
| 18. August 2017 – 5. Oktober 2017 7 Wochen (insgesamt 11) | 11                                     | Avicii                                 | AVĪCI (01)                               | –                         |
| 6. Oktober 2017 – 12. Oktober 2017 1 Woche | 1                                      | Thåström                               | Centralmassivet                          | –                         |
| 13. Oktober 2017 – 19. Oktober 2017 1 Woche (insgesamt 11) | 11                                     | Avicii                                 | AVĪCI (01)                               | –                         |
| 20. Oktober 2017 – 26. Oktober 2017 1 Woche (insgesamt 3) | 3                                      | Benny Andersson                        | Piano                                    | –                         |
| 27. Oktober 2017 – 9. November 2017 2 Wochen (insgesamt 11) | 11                                     | Avicii                                 | AVĪCI (01)                               | –                         |
| 10. November 2017 – 16. November 2017 1 Woche | 1                                      | Sam Smith                              | The Thrill of It All                     | –                         |
| 17. November 2017 – 23. November 2017 1 Woche | 1                                      | Taylor Swift                           | Reputation                               | –                         |
| 24. November 2017 – 30. November 2017 1 Woche | 1                                      | Marcus & Martinus                      | Moments                                  | –                         |
| 1. Dezember 2017 – 7. Dezember 2017 1 Woche | 1                                      | Darin                                  | Tvillingen                               | –                         |
| 8. Dezember 2017 – 14. Dezember 2017 1 Woche (insgesamt 2) | 2                                      | Lasse Stefanz                          | Country Winter Party                     | –                         |
| 15. Dezember 2017 – 28. Dezember 2017 2 Wochen (insgesamt 3) | 3                                      | Benny Andersson                        | Piano                                    | –                         |
| 29. Dezember 2017 – 4. Januar 2018 1 Woche (insgesamt 2) | 2                                      | Lasse Stefanz                          | Country Winter Party                     | –                         |